# Kodeks 066
Kodeks 066 (Gregory-Aland no. 066), α 1000 (Soden) – grecki kodeks uncjalny Nowego Testamentu, paleograficznie datowanym na VI wiek.

## Opis
Kodeks stanowiony jest tylko przez 1 pergaminową kartę (25 na 20 cm), z tekstem Dziejów Apostolskich 8,8-17. Tekst pisany jest w dwóch kolumnach na stronę, 25 linijek w kolumnie.
Obecnie przechowywany jest w Rosyjskiej Bibliotece Narodowej (Gr. 6 II, fol. 4), w Petersburgu. Jest palimpsestem, górny tekst stanowi kalendarz gruziński.
Grecki tekst kodeksu reprezentuje tekst zachodni, z pewną liczbą cezarejskich naleciałości. Kurt Aland zaklasyfikował do kategorii III.